# 木田祐
木田 祐（きだ たすく、1990年2月27日 – ）は、日本の男性声優。山口県出身。マウスプロモーション所属。

## 略歴
2015年にミツヤプロジェクト退所。マウスプロモーション附属俳優養成所30期生。マウスショップ3連勤ということでつぶやかれたこともあり、バイト副リーダーとされたりもしている。2017年よりマウスプロモーション所属。

## 人物
方言は山口弁。趣味・特技は、健康情報収集・実践（簡単にできる骨盤矯正等）、サッカー・野球観戦。

## 出演

### テレビアニメ
2016年
- 一人之下 the outcast（ゾンビB、賊E・里人）
- テイルズ オブ ゼスティリア ザ クロス（兵士、民衆）

2017年
- AKIBA'S TRIP -THE ANIMATION-（柳生田博士、客A、レフリー、鉄オタB）
- アトム ザ・ビギニング（郵便ロボ、観客3、客A、山田とゆかいな仲間たち2、黒服）
- 活撃 刀剣乱舞
- 時間の支配者（村人B）
- 十二大戦（アバター黄、男子生徒達）
- 忍たま乱太郎（2017年 - 2018年、忍たま、ドクタケ忍者）
- アニメガタリズ（ロボ研究部員）

2018年
- かくりよの宿飯（ダルマ、あやかしB、謎の声、天神屋従業員B、魚屋A 他）
- アイカツフレンズ!（スタッフ）
- 魔法少女サイト（クラスメート相川、生徒C、スタッフB、救急隊員A、組員B）
- 宇宙戦艦ティラミス（スタッフ、パイロットC、ゾンビ、研究員A、ダッジ・ナイトロ 他） - 2シリーズ
- アンゴルモア 元寇合戦記（役人）
- 夢王国と眠れる100人の王子様（マスター）
- ISLAND
- 殺戮の天使（キャスター）
- ベルゼブブ嬢のお気に召すまま。（チンピラ）
- 狐狸之声（医師）
- PERSONA5 the Animation 『Dark Sun...』（IT社長）

2019年
- 同居人はひざ、時々、頭のうえ。（男性）
- ジョジョの奇妙な冒険 黄金の風（バイクの男、運転手）
- 名探偵コナン（2019年 - 2025年、劇団員、アナウンサーの声）
- 指先から本気の熱情-幼なじみは消防士-（2019年 - 2021年、消防士B、アナウンス） - 2シリーズ
- かつて神だった獣たちへ（擬神兵C、兵士A）
- ソードアート・オンライン アリシゼーション War of Underworld（修道士）
- XL上司。（社員(1)）
- 歌舞伎町シャーロック（ダイゴロー）

2020年
- 宝石商リチャード氏の謎鑑定（サラリーマン）
- うちタマ?! 〜うちのタマ知りませんか?〜（職員B）
- かくしごと（射的屋）
- パズドラ（2020年 - 2022年、青年(1)、衛兵A）
- 俺の指で乱れろ。〜閉店後二人きりのサロンで…〜（カメラマン） - 通常版
- THE GOD OF HIGH SCHOOL ゴッド・オブ・ハイスクール（男子学生、ウ・ジョンジン、不良、門下生、警官）
- シャドウバース（2020年 - 2022年、プレイヤー、レンの担任） - 2シリーズ
- りばあす（車内アナウンス、用務員）
- 富豪刑事 Balance:UNLIMITED（男）
- 大人にゃ恋の仕方がわからねぇ!（門脇ジェーン、浮気相手、社員）
- どうしても干支にはいりたい2（サイ）

2021年
- はたらく細胞!!（一般細胞2）
- 弱キャラ友崎くん（店員）
- バクテン!!（教頭、男子生徒、医者）
- ぼくたちのリメイク
- ビルディバイド -＃000000-（デモ隊）

2022年
- 王子の本命は悪役令嬢（下僕）
- その着せ替え人形は恋をする（店員）
- 3秒後、野獣。〜合コンで隅にいた彼は肉食でした（高橋佑、サークル男子B、大学生A）
- トモダチゲーム（不良C）
- 組長娘と世話係

2023年
- もののがたり（付喪神、塞眼） - 2シリーズ
- 【推しの子】
- 鬼滅の刃（2023年 - 2024年） - 2シリーズ
- 幻日のヨハネ -SUNSHINE in the MIRROR-
- 七つの大罪 黙示録の四騎士（2023年 - 2024年、村人、市民、聖騎士）

2024年
- 終末トレインどこへいく?（墓掘りウォーカー）
- ネガポジアングラー（コンビニ客）

2025年
- 俺だけレベルアップな件 Season 2 -Arise from the Shadow-（スカウトマン）
- 勘違いの工房主〜英雄パーティの元雑用係が、実は戦闘以外がSSSランクだったというよくある話〜（労働者、騎士）
- アン・シャーリー（男子学生）

### 劇場アニメ
- 劇場版アイカツスターズ!（2016年）[19]
- 映画 キラキラ☆プリキュアアラモード パリッと!想い出のミルフィーユ!（2017年、男性[20]）
- 映画 HUGっと!プリキュア♡ふたりはプリキュア オールスターズメモリーズ（2018年、モンスター）
- Tokyo 7th シスターズ -僕らは青空になる-（2021年、駅アナウンス）
- 竜とそばかすの姫（2021年）
- 北極百貨店のコンシェルジュさん（2023年）
- 劇場版 鬼滅の刃 無限城編 第一章 猗窩座再来（2025年）

### OVA
- ビキニ・ウォリアーズ（2016年、男）

### Webアニメ
- 衛宮さんちの今日のごはん（2018年、老人[21]）
- マウスどうぶつえん（2019年 -  、サイのたすく）
- テルマエ・ロマエ ノヴァエ（2022年、客）
- ゴーゴートに乗って（2024年、ジュリアンの父）

### ゲーム
2016年
- アカシックリコード（ダビデ・ザ・ヘキサグラム、太白金星リハク）
- 12歳。〜恋するDiary〜（校長先生、男の子）
- シドストーリー（ミュシャ）
- フィリスのアトリエ 〜不思議な旅の錬金術士〜

2017年
- 真・女神転生 DEEP STRANGE JOURNEY
- 天華百剣-斬-（海軍将校）
- BLUE REFLECTION 幻に舞う少女の剣

2018年
- 相剋のエルシオン（バンゴー、ホイエム、邪夢）
- 東京プリズン（ロイド・楊、キャサリン）

2019年
- ファイアーエムブレム 風花雪月（バジャルド）

2020年
- ファイナルファンタジーVII リメイク
- ドラゴンクエストX いばらの巫女と滅びの神 オンライン（タッカー、バーナード）
- ソードアート・オンライン アリシゼーション リコリス
- キャプテン翼 RISE OF NEW CHAMPIONS（プレイヤーキャラクター）

2021年
- 鬼滅の刃 ヒノカミ血風譚

2022年
- AI: ソムニウム ファイル ニルヴァーナ イニシアチブ（鑑識）
- ファイアーエムブレム無双 風花雪月（バジャルド＝ダビーノ、マテウス子爵、ドミニク男爵、エリデュア子爵、他）
- SDガンダム バトルアライアンス（連邦兵B、ティターンズ指揮官A、ザフト指揮官〈SEED〉B、アロウズ指揮官、敵軍指揮官A）
- ジョジョの奇妙な冒険 オールスターバトルR（カーズの手下B）
- ベヨネッタ3（チェシャ）

2023年
- ストリートファイター6（市民）
- 超探偵事件簿 レインコード

2024年
- メタファー：リファンタジオ

2025年
- プロジェクトセカイ カラフルステージ! feat. 初音ミク

### ドラマCD
- MAUSU THEATER
- 劇場版 Fate/stay night [Heaven's Feel] III.spring song Original Drama CD「遠坂凛の聖杯戦争、その後」（2020年）

### BLCD
- 愛は金なり（2019年[34]）

### オーディオブック
- 億男（2017年、福沢諭吉）
- トヨトミの野望 小説・巨大自動車企業（2018年、堤雅也）
- 経済学の名著50冊が1冊でざっと学べる（2019年、朗読）

### 吹き替え
- 愛の不時着（2020年、キム・ジュモク[35]〈ユ・スビン〉）
- ミズ・マーベル（2022年）

### デジタルコミック
- おのぼりキジムナー（2022年）[36]
- ブラックナイトパレード（2023年、店長[37]）
- ノーマルガール（2023年、担任、バス車内アナウンス[38]、駅・電車アナウンス[39]）

### その他コンテンツ
- おじさんがなぜか可愛い。1巻発売記念PV（2023年、男1、男2[40]）

### シリーズ一覧
1. ↑  第1期（2018年）、第2期『II』（2018年）
2. ↑  第1期（2019年）、第2期『指先から本気の熱情2-恋人は消防士-』（2021年）
3. ↑  第1作（2020年）、第2作『F』（2022年）
4. ↑  第一章（2023年）、第二章（2023年）
5. ↑  第3期『刀鍛冶の里編』（2023年）、第4期『柱稽古編』（2024年）